# Chris Pine
Christopher Whitelaw Pine sinh ngày 26 tháng 8 năm 1980. Anh là diễn viên người Hoa Kỳ. Được biết đến với vai diễn thuyền trưởng James T. Kirk trong Star Trek (2009), Star Trek Into Darkness (2013), và Star Trek Beyond (2016). Anh cũng tham gia diễn xuất trong các phim The Princess Diaries 2: Royal Engagement (2004), Just My Luck (2006), Smokin' Aces (2007), Bottle Shock (2008), Unstoppable (2010), This Means War (2012), Rise of the Guardians (2012), Horrible Bosses 2 (2014), Jack Ryan: Shadow Recruit (2014), Into the Woods (2014), Z for Zachariah (2015), The Finest Hours (2016), Hell or High Water (2016), và Wonder Woman  (2017).
Anh còn là diễn viên lồng tiếng cho nhân vật Jack Frost trong bộ phim Rise of the Guardians.

## Tiểu sử
Chris Pine tên thật Christofer Whitelaw "Chris" Pine. là diễn viên Mỹ sinh ngày 26 tháng 8 năm 1980.
Pine sinh ra ở Los Angeles. Cha của anh, Robert, là một diễn viên xuất hiện trong các CHiP trong vai Trung sĩ Joseph Getraer, và mẹ của ông, Gwynne Gilford, là một cựu nữ diễn viên nay là một nhà tâm lý thực hành. Anh có một chị gái, Katie. Bà ngoại của anh, Anne Gwynne (nhũ danh Marguerite Gwynne Trice), là một nữ diễn viên Hollywood, và ông ngoại của anh, Max M. Gilford (Max Goldfarb), là một luật sư được bầu làm chủ tịch của Hiệp hội Bar Association.. Bà ngoại của anh sinh ra trong một gia đình người Nga gốc Do Thái, còn tổ tiên của Pine bao gồm Do Thái (từ ông ngoại của ông), xứ Wales, Đức, Pháp và Anh. Anh đã tuyên bố, "tôi chắc chắn có một cái nhìn tâm linh... tôi không phải là một người tôn giáo, tôi có thể thuyết bất khả tri". 
Pine đã theo học trung học tại trường học Oakwood và nhận bằng cử nhân tiếng Anh từ trường Đại học California, Berkeley vào năm 2002. Anh cũng nghiên cứu tiếng Anh tại trường Đại học Leeds ở Vương quốc Anh trong một năm. Sau khi tốt nghiệp, anh học tại nhà hát American Conservatory ở San Francisco.

## Các phim đã đóng
| Năm  | Tên phim đã đóng                         | Vai diễn                         | Ghi chú                                |
| ---- | ---------------------------------------- | -------------------------------- | -------------------------------------- |
| 2004 | Why Germany?                             | Chris                            | Phim ngắn                              |
| 2004 | The Princess Diaries 2: Royal Engagement | Nicholas Devereaux               |                                        |
| 2005 | Confession                               | Luther Scott                     |                                        |
| 2005 | The Bulls                                | Jason                            | Phim ngắn                              |
| 2006 | Just My Luck                             | Jake Hardin                      |                                        |
| 2006 | Blind Dating                             | Danny Valdessecchi               |                                        |
| 2006 | Smokin' Aces                             | Darwin Tremor                    |                                        |
| 2008 | Bottle Shock                             | Bo Barrett                       |                                        |
| 2009 | Star Trek                                | James T. Kirk                    |                                        |
| 2009 | Carriers                                 | Brian Green                      |                                        |
| 2009 | Beyond All Boundaries                    | Handson Baldwin / Sgt. Bill Reed | Lồng tiếng                             |
| 2010 | Small Town Satuday Night                 | Rhett Ryan                       |                                        |
| 2010 | Quantum Quest: A Casini Space Odyssey    | Dave                             | Lồng tiếng                             |
| 2010 | Unstoppable                              | Will Colson                      |                                        |
| 2012 | Celeste and Jesse Forever                | Rory Shenandoah                  | Kris Pino                              |
| 2012 | This Means War                           | Franklin "FDR" Foster            |                                        |
| 2012 | People Like Us                           | Sam Harper                       |                                        |
| 2012 | Rise of Guardians                        | Jack Frost                       | Lồng tiếng                             |
| 2013 | Star Trek: Into Darkness                 | James T. Kirk                    |                                        |
| 2014 | Jack Ryan: Shadow Recruit                | Jack Ryan                        |                                        |
| 2014 | Stretch                                  | Roger Karos                      |                                        |
| 2014 | Horrible Bosses                          | Rex Hanson                       |                                        |
| 2014 | Into the Woods                           | Hoàng Tử                         |                                        |
| 2015 | Z for Zachariah                          | Caleb                            |                                        |
| 2015 | Figures of Speech                        | Người kể chuyện                  | Phim tài liệu                          |
| 2016 | The Finest Hours                         | Bernie Webber                    |                                        |
| 2016 | Hell or High Water                       | Toby                             |                                        |
| 2016 | Star Trek: Beyond                        | James.T Kirk                     |                                        |
| 2016 | For the Love of Spock                    | Bản thân                         | Phim tài liệu                          |
| 2017 | Wonder Woman                             | Steve Trevor                     |                                        |
| 2018 | A Wrinkle in Time                        | Dr. Alexander Murry              |                                        |
| 2018 | Outlaw king                              | Robert the Bruce                 |                                        |
| 2018 | Spider-Man: Into the Spider-Verse        | Peter Parker / Spider-Man        | Lồng tiếng                             |
| 2019 | Love, Antosha                            | Bản thân                         | Phim tài liệu                          |
| 2020 | Wonder Woman 1984                        | Steve Trevor                     |                                        |
| 2022 | The Contractor                           | James Harper                     | Giám đốc sản xuất                      |
| 2022 | All the Old Knives                       | Henry Pelham                     | Giám đốc sản xuất                      |
| 2022 | Doula                                    | Doctor                           | Nhà sản xuất                           |
| 2022 | Don't Worry Darling                      | Frank                            |                                        |
| 2023 | Dungeons & Dragons: Honor Among Thieves  | Edgin Darvis                     | Giám đốc sản xuất                      |
| 2023 | Poolman                                  | Darren Barrenman                 | Đạo diễn, đồng biên kịch, nhà sản xuất |
| 2023 | Wish                                     | King Magnifico                   | Lồng tiếng                             |